# Jamie De Curry
Jamie De Curry es un pistolero de la serie de novelas de ficción del escritor estadounidense Stephen King, La Torre Oscura. Era miembro del ka-tet original de Roland Deschain junto a Cuthbert Allgood y Alain Johns. En La Torre Oscura V: Lobos del Calla se menciona que su arma favorita era el arco.

## Apariencia
Jamie tiene una mancha de nacimiento de color rojo en la mejilla izquierda. El resto de sus características son disfrazadas por el sombrero de ala ancha que lleva.

## Gilead
No se sabe mucho sobre Jamie De Curry. En el cómic publicado por Marvel Comics La Torre Oscura: El nacimiento del Pistolero aparece Jamie por primera vez practicando junto a Roland en Cort. En La Torre Oscura: La Caída de Gilead, revela que el padre de Jamie era el médico principal de Gilead, que se encargaba de los pistoleros heridos.

## Muerte
En varios puntos de la Torre Oscura se indica que Jamie murió en la batalla de la Colina de Jericó, siendo asesinado por un disparo recibido en la cabeza efectuado por un francotirador que era uno de los hombres de John Farson.
- Datos: Q6146816